# Marcus Dekiert

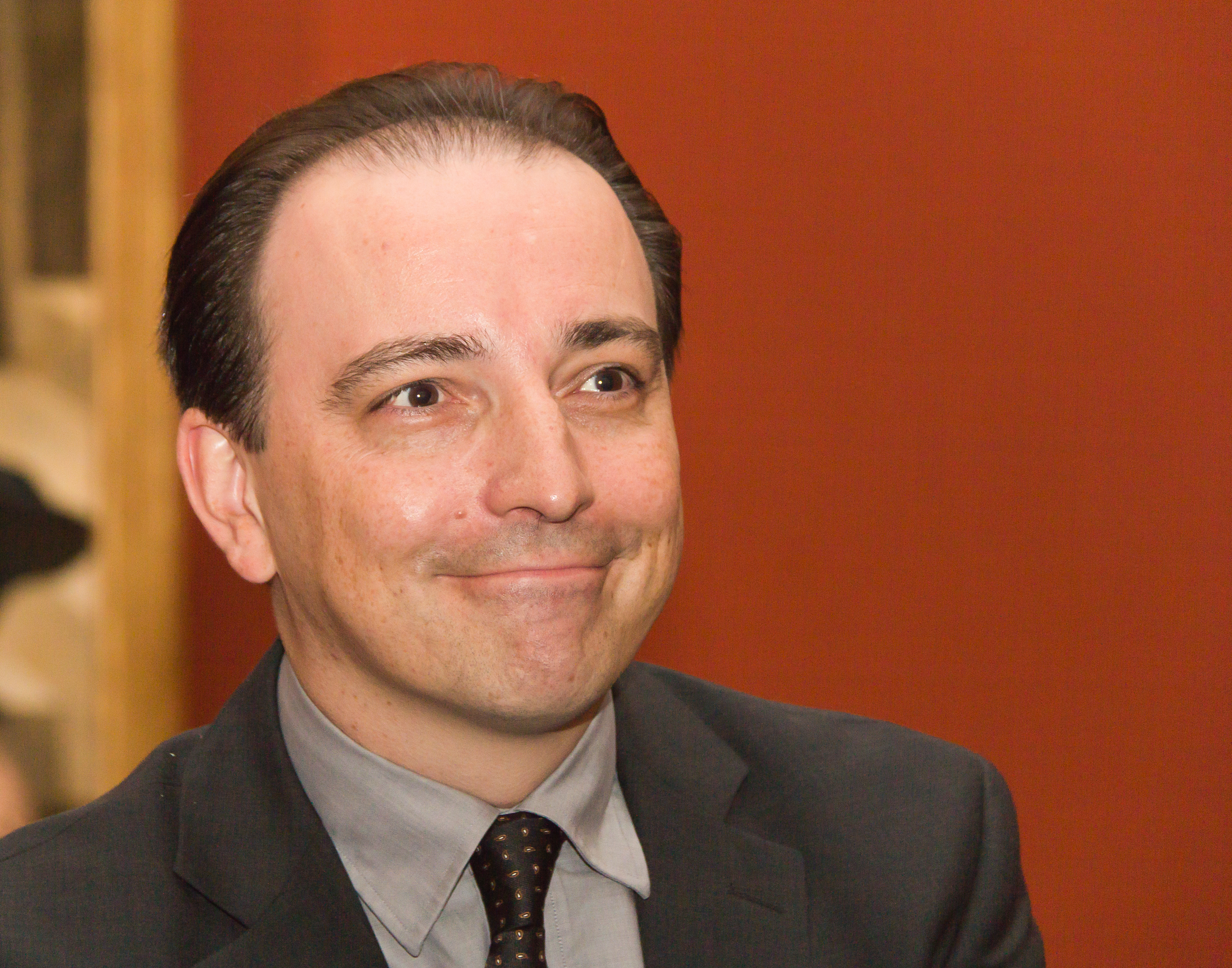
Marcus Dekiert (2012)

Marcus Dekiert (* Januar 1970 in Bergisch Gladbach) ist ein deutscher Kunsthistoriker und ehemaliger Leiter der Alten Pinakothek in München. Ab 1. März 2013 übernahm er die Leitung des Wallraf-Richartz-Museum & Fondation Corboud in Köln.

## Leben
Marcus Dekiert wuchs in Köln auf und besuchte das Apostelgymnasium in Köln, das er mit Abitur abschloss. Er studierte Kunstgeschichte an der Universität Würzburg sowie an der Universität Bonn. 2000 promovierte er in Bonn mit einer Dissertation zur Niederländischen Malerei des 16. und 17. Jahrhunderts. Als wissenschaftlicher Volontär und Mitarbeiter war er an der Staatlichen Kunsthalle in Karlsruhe tätig.
Seit 2003 war Dekiert für die Alte Pinakothek München tätig; zunächst als Referent für holländische und deutsche Barockmalerei, später als Oberkonservator und seit 2010 als verantwortlicher Referent. 2007 eröffnete er die Filialgalerie der Staatsgemäldesammlung in Bayreuth. Zu den von ihm seit 2004 kuratierten Ausstellungen gehörte u. a. die Jubiläumsausstellung anlässlich des 175-jährigen Bestehens der Alten Pinakothek Goldenes Zeitalter: Holländische Gruppenporträts aus dem Amsterdams Historisch Museum im Jahr 2010/11. Seit 2013 ist er als Nachfolger von Andreas Blühm Direktor des Wallraf-Richartz-Museums in Köln.

## Schriften (Auswahl)
- Musikanten in der Malerei der niederländischen Caravaggio-Nachfolge : Vorstufen, Ikonographie und Bedeutungsgehalt der Musikszene in der niederländischen Bildkunst des 16. und 17. Jahrhunderts. (=Bonner Studien zur Kunstgeschichte Band 17), ISBN 3-8258-6351-4, Münster/Hamburg/Berlin/London: 2003; zugleich Dissertation, 2000
- Von neuen Sternen: Adam Elsheimers Flucht nach Ägypten, (anlässlich der Ausstellung Von Neuen Sternen. Adam Elsheimers Flucht nach Ägypten, Alte Pinakothek, München, 17. Dezember 2005 bis 26. Februar 2006), DuMont-Literatur-und-Kunst-Verlag, Köln, ISBN 978-3-8321-7583-2
- Vermeer in München: König Max I. Joseph von Bayern als Sammler alter Meister (anlässlich der Sonderausstellung Vermeer in München – König Max I. Joseph von Bayern als Sammler Alter Meister, Alte Pinakothek, München, 17. März bis 19. Juni 2011), Bayerische Staatsgemäldesammlungen, München 2011, ISBN 978-3-9811414-6-7